# Wjatscheslaw Wiktorowitsch Selujanow
Wjatscheslaw Wiktorowitsch Selujanow (russisch Вячеслав Викторович Селуянов; * 15. Dezember 1986 in Ufa, Russische SFSR) ist ein russischer Eishockeyspieler, der seit Juli 2012 bei Rubin Tjumen  in der Wysschaja Hockey-Liga unter Vertrag steht. Sein älterer Bruder Alexander ist ebenfalls ein professioneller Eishockeyspieler.     

## Karriere
Wjatscheslaw Selujanow begann seine Karriere als Eishockeyspieler in seiner Heimatstadt in der Nachwuchsabteilung von Salawat Julajew Ufa, für dessen zweite Mannschaft er von 2003 bis 2007 in der drittklassigen Perwaja Liga aktiv war. Parallel spielte er von 2004 bis 2006 für die Profimannschaft des Klubs in der Superliga. In der Saison 2006/07 stand er zudem in einem Spiel für den HK Lada Toljatti in der Superliga auf dem Eis. Die Saison 2007/08 verbrachte der Verteidiger ausschließlich bei Toros Neftekamsk in der Wysschaja Liga, der zweiten russischen Spielklasse. Zur Saison 2008/09 kehrte er zur Salawat Julajew Ufa zurück, das am Spielbetrieb der neu gegründeten Kontinentalen Hockey-Liga teilnahm. In insgesamt elf Spielen erzielte er ein Tor und vier Vorlagen. Zudem stand er einmal für Ufa in der Champions Hockey League auf dem Eis. Nach einer einjährigen Pause vom Eishockey, trat er in der Saison 2010/11 wieder für Salawat Julajew Ufa in der KHL an, bestritt jedoch nur ein Spiel für die Mannschaft. Die gesamte restliche Spielzeit verbrachte er bei dessen Farmteam Toros Neftekamsk in der neuen zweiten russischen Spielklasse, der Wysschaja Hockey-Liga. 
Zur Saison 2011/12 wurde Selujanow vom KHL-Teilnehmer Awtomobilist Jekaterinburg verpflichtet und absolvierte für diesen in der Folge 46 KHL-Partien. Im Juli 2012 wechselte Selujanow zurück in die zweite Spielklasse zu Rubin Tjumen.

## KHL-Statistik
(Stand: Ende der Saison 2010/11)